# Venus-Gletscher
Der Venus-Gletscher ist ein Gletscher an der Ostküste der westantarktischen Alexander-I.-Insel. Er fließt in östlicher Richtung zwischen den Keystone-Kliffs und dem Triton Point zum George-VI-Sund.
Erstmals gesichtet hat ihn der US-amerikanische Polarforscher Lincoln Ellsworth bei einem Überflug am 23. November 1935. Die dabei entstandenen Fotografien dienten Ellsworths Landsmann, dem Geographen W. L. G. Joerg für eine grobe Kartierung. 1949 folgte eine Vermessung durch den Falkland Islands Dependencies Survey. Das UK Antarctic Place-Names Committee benannte ihn 1955 nach dem Planeten Venus.